# San Asensio
San Asensio tỉnh và cộng đồng tự trị La Rioja, phía bắc Tây Ban Nha. Đô thị này có diện tích là 32,33 ki-lô-mét vuông, dân số năm 2009 là 1239 người với mật độ 38,32 người/km². Đô thị này có cự ly 33 km so với Logroño.